# فهرست برندگان جایزه نوبل وابسته به دانشگاه شهری نیویورک

کالج شهری نیویورک با ۱۰ برنده، بیشترین تعداد برندگان نوبل در این دانشگاه را به خود اختصاص داده‌است.

فهرست برندگان جایزه نوبل وابسته به دانشگاه شهری نیویورک شامل افرادی می‌شود که از دانش‌آموختگان این دانشگاه بوده و موفق به دریافت جایزه نوبل شده‌اند. جایزه نوبل مجموعه‌ای از جوایز بین‌المللی سالانه است که به کسانی که بیشترین سود را به بشریت رسانده‌اند در رشته‌های فیزیک، شیمی، فیزیولوژی یا پزشکی، ادبیات، صلح و علوم اقتصاد اعطا می‌شود و بنا بر آخرین وصیت‌نامه آلفرد نوبل، شیمی‌دان سوئدی تأسیس شده‌است که مشخص می‌کند بخشی از ثروت او برای ایجاد جوایز استفاده می‌شود. هر برنده (گیرنده) مدال طلا، دیپلم و مبلغی دریافت می‌کند که هر ساله توسط بنیاد نوبل تصمیم گرفته می‌شود. فرهنگستان پادشاهی علوم سوئد اهدای جایزه نوبل شیمی، جایزه نوبل فیزیک و جایزهٔ یادبود نوبل علوم اقتصاد بانک مرکزی سوئد را بر عهده دارد؛ اعطاء جوایز نوبل فیزیولوژی و پزشکی بر عهده مجمع نوبل در موسسه کارولینسکای سوئد است؛ همچنین، آکادمی سوئد جایزه نوبل ادبیات را اعطا می‌کند و کمیته نوبل نروژ، جایزه صلح نوبل را به برندگان اهدا می‌کند.
در سال ۱۹۰۱، به برندگان اولین جوایز نوبل ۱۵۰٬۷۸۲ کرون سوئد داده شد که برابر با ۷٬۷۳۱٬۰۰۴ کرون در دسامبر ۲۰۰۷ است. در سال ۲۰۰۸، به برندگان جوایز ۱۰٬۰۰۰٬۰۰۰ کرون اهدا شد. این جوایز در مراسمی سالانه در ۱۰ دسامبر، سالگرد درگذشت نوبل، در استکهلم اهدا می‌شود.
تا سال ۲۰۱۴، ۱۳ برنده جایزه نوبل وابسته به دانشگاه شهری نیویورک (CUNY) بوده‌است. آرتور کورنبرگ که فارغ‌التحصیل کالج شهری نیویورک بود، در سال ۱۹۳۷، اولین برنده این جایزه از دانشگاه شهری نیویورک بود که در سال ۱۹۵۹ برنده جایزه نوبل فیزیولوژی و پزشکی شد. هربرت هاپتمن و جروم کارل که هر دوی آنها در سال ۱۹۳۷ از کالج شهری فارغ‌التحصیل شدند به طور مشترک در ۱۹۸۵ جایزه نوبل شیمی را به دست آوردند. دریافت‌کنندگان جایزه نوبل وابسته به این دانشگاه شش مرتبه در زمینه فیزیولوژی و پزشکی بوده‌است که بیش از تمام زمینه‌هاست. ده نفر از برندگان جایزه از کالج شهری فارغ‌التحصیل شده‌اند. دو برنده، روزالین سوسمن یالو و گرترود بی. الیون، فارغ‌التحصیل از کالج هانتر و استنلی کوهن از دیگر برندگان، در سال ۱۹۴۳ از کالج بروکلین از دانشگاه‌های ارشد دانشگاه شهری نیویورک فارغ‌التحصیل شد.

## برندگان جایزه
| سال  | نگاره | برنده                                                                | بخش               | زمینه                          | دلیل اهدای جایزه                                                                            | م.     |
| ---- | ----- | -------------------------------------------------------------------- | ----------------- | ------------------------------ | ------------------------------------------------------------------------------------------- | ------ |
| ۱۹۵۹ |       | آرتور کورنبرگ (به‌طور مشترک با سورو اوچوآ)                            | کالج شهری نیویورک | جایزه نوبل فیزیولوژی و پزشکی   | «کشف و بررسی مکانیزم سنتز بیولوژیکی آران‌ای و دی‌ان‌ای»                                        | [ ۶ ]  |
| ۱۹۶۱ |       | رابرت هافستاتر (به‌طور مشترک با رودولف لودویگ موسباور)                | کالج شهری نیویورک | جایزه نوبل فیزیک               | «مطالعات بدیع اش در مورد پراکنش الکترون در هسته‌های اتمی و کشفهایش در مورد ساختار نوکلئون‌ها» | [ ۸ ]  |
| ۱۹۷۰ |       | جولیوس اکسلراد (به‌طور مشترک با برنارد کتس و اولف فون اویلر)          | کالج شهری نیویورک | جایزه نوبل فیزیولوژی و پزشکی   | «کشف فرستنده‌های هومورال در پایانه‌های عصبی و مکانیسم ذخیره، انتشار و غیرفعال‌کردن آنها»       | [ ۹ ]  |
| ۱۹۷۲ |       | کنت ارو (به‌طور مشترک با جان هیکس)                                    | کالج شهری نیویورک | جایزه یادبود نوبل علوم اقتصادی | «مشارکت‌های پیشگامانه آنها در نظریه تعادل عمومی و نظریه رفاه»                                | [ ۱۰ ] |
| ۱۹۷۷ |       | روزالین سوسمن یالو (به‌طور مشترک با روژه گیمن و اندرو شالی)           | کالج هانتر        | جایزه نوبل فیزیولوژی و پزشکی   | «توسعه رادیوایمونواسی هورمون‌های پپتیدی»                                                     | [ ۱۱ ] |
| ۱۹۷۸ |       | آرنو آلان پنزیاس (به‌طور مشترک با پیوتر کاپیتسا و رابرت وودرو ویلسون) | کالج شهری نیویورک | جایزه نوبل فیزیک               | «کشف تابش میکروموجی زمینهٔ کیهانی، تابش زمینه کیهانی»                                        | [ ۱۲ ] |
| ۱۹۸۵ |       | هربرت هاپتمن (به‌طور مشترک با جروم کارل)                              | کالج شهری نیویورک | جایزه نوبل شیمی                | «دستاوردهای برجسته خود در توسعه روش‌های مستقیم برای تعیین ساختارهای بلوری»                   | [ ۷ ]  |
| ۱۹۸۵ |       | جروم کارل (به‌طور مشترک با هربرت هاپتمن)                              | کالج شهری نیویورک | جایزه نوبل شیمی                | «دستاوردهای برجسته خود در توسعه روش‌های مستقیم برای تعیین ساختارهای بلوری»                   | [ ۷ ]  |
| ۱۹۸۶ |       | استنلی کوهن (به‌طور مشترک با ریتا لوی مونتالچینی)                     | کالج بروکلین      | جایزه نوبل فیزیولوژی و پزشکی   | «کشف فاکتور رشد»                                                                            | [ ۱۳ ] |
| ۱۹۸۸ |       | گرترود بی. الیون (به‌طور مشترک با جیمز بلک و جرج هیچینگز)             | کالج هانتر        | جایزه نوبل فیزیولوژی و پزشکی   | «کشف چگونگی ساخت پروپرانولول»                                                               | [ ۱۴ ] |
| ۱۹۸۸ |       | لئون لدرمن (به‌طور مشترک با ملوین شوارتز و جک اشتینبرگر)              | کالج شهری نیویورک | جایزه نوبل فیزیک               | «آزمایش‌هایشان با باریکه نوترینو و نشان دادن ساختار دوبل لپتون از طریق کشف نوترینو»          | [ ۱۵ ] |
| ۲۰۰۵ |       | روبرت اومان (به‌طور مشترک با توماس شلینگ)                             | کالج شهری نیویورک | جایزه یادبود نوبل علوم اقتصادی | «برای گسترش در شناسایی تقابل و همکاری از طریق تحلیل نظریه بازی‌ها»                           | [ ۱۶ ] |
| ۲۰۱۴ |       | جان اوکیف (به‌طور مشترک با ادوارد موزر و می-بریت موزر)                | کالج شهری نیویورک | جایزه نوبل فیزیولوژی و پزشکی   | «کشف سلول سیستم موقعیت‌یابی در مغز»                                                          | [ ۱۷ ] |

## یادداشت
1. ↑  جایزهٔ یادبود نوبل در اقتصاد در سال ۱۹۶۸ توسط بانک مرکزی سوئد پایه‌گذاری شد و برای نخستین بار در سال ۱۹۶۹ اهدا شد. بر خلاف سایر جوایز نوبل، جایزهٔ نوبل اقتصاد توسط بنیاد نوبل اعطا نمی‌شود و به همین خاطر جزء جوایز رسمی نوبل محسوب نمی‌شود. با این حال، روند اعطای جایزه مشابه جوایزی است که بنیاد نوبل اعطا می‌کند و تحت نظارت این بنیاد انجام می‌شود.[۱]